# Pervoural'sk
Pervoural'sk (in russo Первоура́льск?) è una città della Russia dell'oblast' di Sverdlovsk, situata nella regione degli Urali, vicino al confine convenzionale fra Europa e Asia. Sorge qualche decina di chilometri a ovest del capoluogo Ekaterinburg, nei pressi del corso del fiume Čusovaja.
La città venne fondata nel 1732 intorno ad una grossa acciaieria e ottenne lo status di città nel 1933.
Fino al 1920 la città era conosciuta con il nome di Vasilyevsko-Shaytansky.

## Confine Europa-Asia

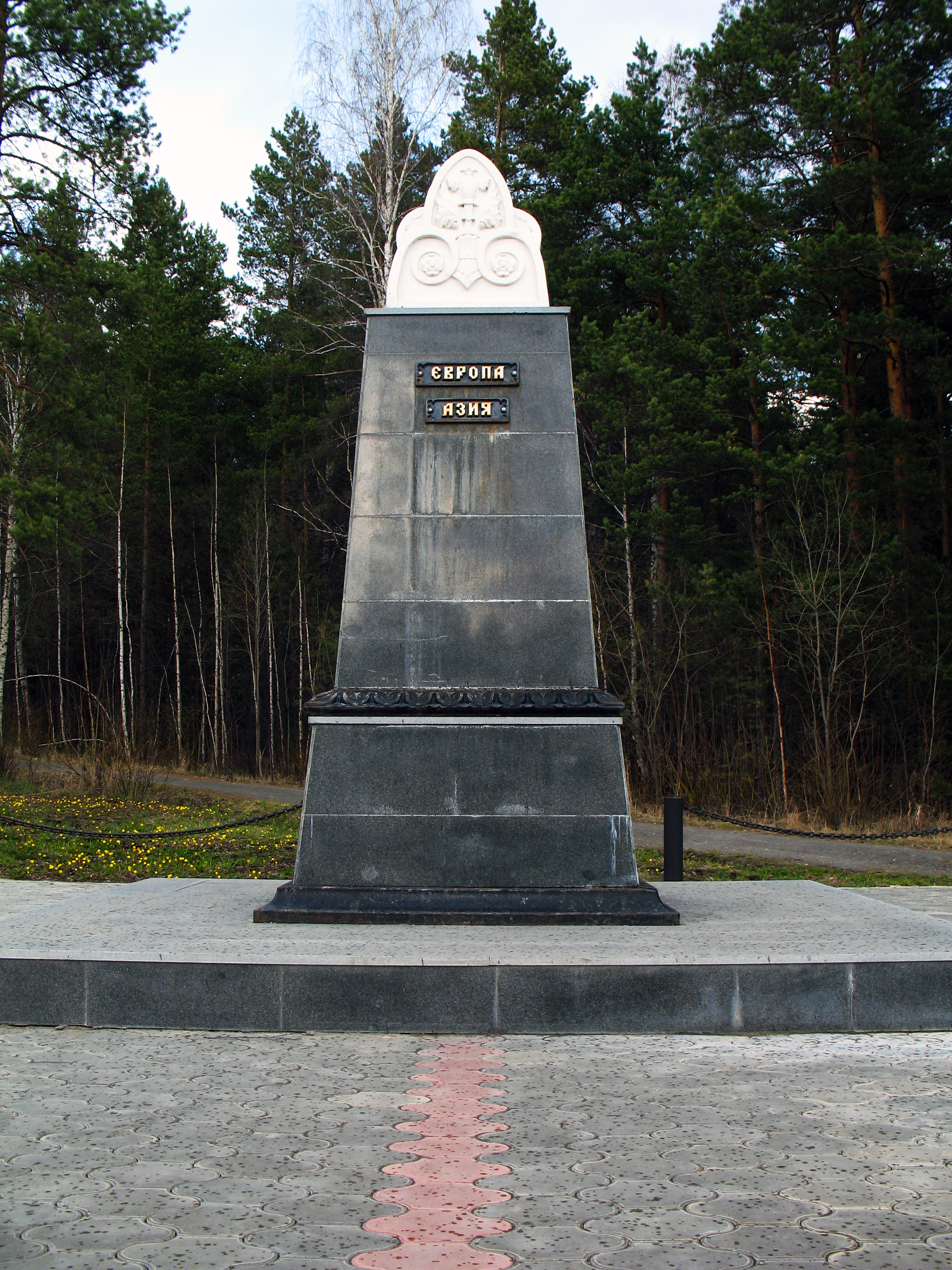
Stele del 1926 che segnala il confine tra Europa ed Asia

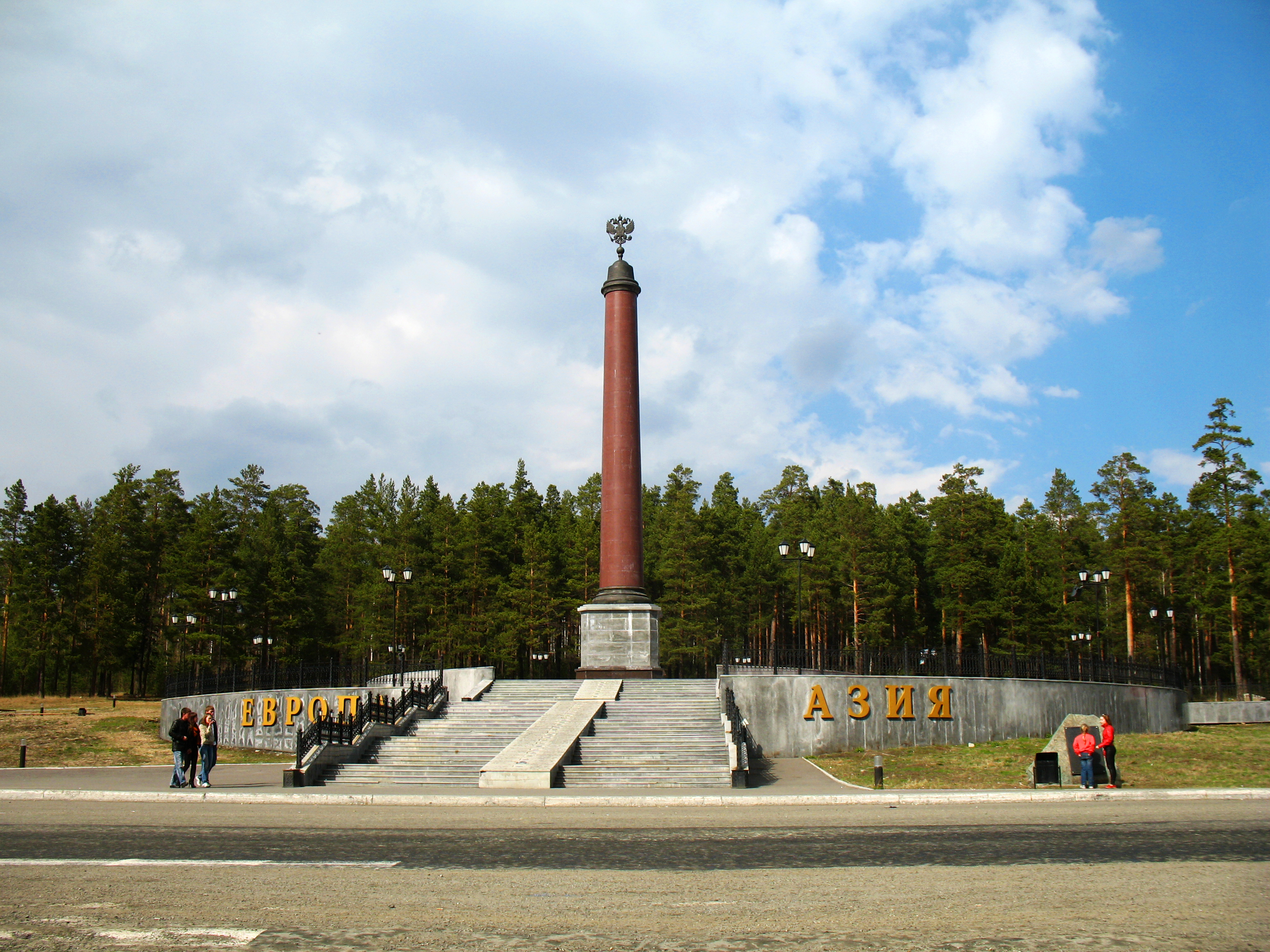
Monumento del 2008 che segnala il confine tra Europa ed Asia

Pervoural'sk sorge vicino alla più diffusa linea convenzionale che divide l'Europa dall'Asia, lungo la quale sorgono centinaia di monumenti che ne segnano il percorso. Il primo vero monumento di questo tipo fu eretto nei proprio nei pressi di Pervoural'sk, sul monte Berezovaja.
Esso fu inaugurato nella primavera del 1837 lungo il percorso dell'ex autostrada siberiana; era una piramide di legno, con le iscrizioni "Europa" e "Asia" sui quattro lati. Nel 1846 l'obelisco originale fu sostituito con un altro marmoreo, recante sulla sommità un'aquila bicipite dorata; il progetto era dall'architetto Karl Rejngol'dovič Turskij (Карл Рейнгольдович Турский). 
Molti personaggi famosi si sono soffermati di fronte a questo obelisco. Tra l'altro, qui passava anche il percorso dei detenuti inviati in Siberia e di coloro che avevano finito di scontare la pena e tornavano alle loro città. Tra questi ultimi ci fu il celebre scrittore Fëdor Dostoevskij, di ritorno dai lavori forzati in Siberia, alla fine di luglio 1859. Tornava dall'esilio insieme a suo figlio Pavel e a sua moglie Maria Dmitrievna, che aveva incontrato e sposato nell'insediamento penale. In una delle lettere che inviò al suo amico Artemij Gejbovič, descrisse così l'episodio:
Una bella sera, alle cinque del pomeriggio, vagando per i contrafforti degli Urali, attraverso la foresta, arrivammo finalmente al confine dell'Europa e dell'Asia. Nel luogo fu eretto un bellissimo pilastro, con iscrizioni [...]. Siamo usciti dalla carrozza, e mi sono fatto il segno della croce, perché il Signore mi aveva finalmente portato a vedere la terra promessa.
Dopo la Rivoluzione russa del 1917, l'obelisco fu distrutto e nel 1926 fu eretto un nuovo monumento.
Nel 2008 la sistemazione della zona fu nuovamente modificata: l'obelisco del 1926 fu smontato e rimontato non lontano, per permettere la costruzione nello stesso luogo di un grandioso monumento con una colonna al centro di 30 metri d'altezza, coronata da un'aquila bicipite.

## Società

### Evoluzione demografica
Fonte: mojgorod.ru
- 1926: 9.000
- 1939: 44.000
- 1959: 90.000
- 1979: 129.200
- 1989: 142.200
- 2007: 133.600